# 乔治·伯沙

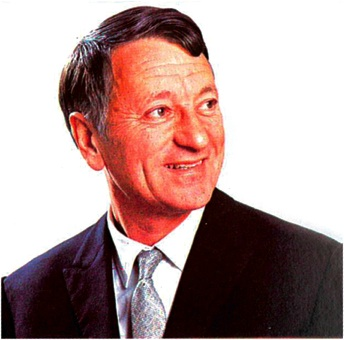
喬治·伯沙，攝於1980年

乔治·伯沙（Georges Beuchat，1910年2月11日—1991年10月20日），出生于瑞士，是法国潜水员、发明家、商人，也是潜水用品品牌Beuchat的創辦人。
乔治·伯沙的許多發明及設計都成為歷史先驅，包括1948年面世的水面浮標、1950年推出的潛水相機外殻、1953年首度亮相的保溫膠衣及第一對設有水孔的蛙鞋（1964年推出的Jetfins）。

## 發明列表
- 1947年：泰山魚槍
- 1948年：水面浮標
- 1950年：泰山相機外殼
- 1950年：泰山潛水刀的小牛皮護套[1]
- 1953年：首件保溫（泡沬橡膠）潛水衣[2][3][4]
- 1954年: 潛水面罩的分割帶[5]
- 1958年：輔助器（單窗面罩）[6][7][8][9]
- 1959年：泰山腳蹼夾[10]（三向帶將閉合腳蹼固定在腳上）[11]
- 1960年：Espadon葉脈狀蛙鞋
- 1960年：Espadon Record蛙鞋（腳蹼具有平行縱向肋）[12]
- 1963年：泰山潛水衣
- 1964年：Jetfins（首雙設有水孔的蛙鞋，最初數年即售出超過100,000雙）[13]
- 1964年：Souplair呼吸調節器
- 1975年：Marlin魚槍
- 1978年：Atmos呼吸調節器